# Джон Монктон (плавець)
Джон Монктон (англ. John Monckton, 28 жовтня 1938 — 29 червня 2017) — австралійський плавець.
Призер Олімпійських Ігор 1956 року, учасник 1960 року.
Переможець Ігор Співдружності 1958 року.